# 神鋼造機
神鋼造機株式会社（しんこうぞうき、SHINKO ENGINEERING CO., LTD. ）は、岐阜県大垣市本今町1682-2に本社を置く日本の重機械メーカーである。
かつては大証（現物株は現・東証）・名証各2部に上場していたが、2004年8月1日に上場廃止となった（証券コードは6020）。

## 沿革
1943年に開設された神戸製鋼所大垣工場を母体とし、財閥解体により1950年に同社から分離する形で設立された。
1950年代以降に製造した気動車用ディーゼルエンジンと変速機は日本国有鉄道（国鉄）にDMH17系エンジンおよびTC2系変速機として制式採用されており、国鉄時代に製造された気動車の多くがこのエンジンと変速機を使用している。

### 年表
- 1950年1月25日 - 振興造機株式会社の社名で会社設立。
- 1961年10月 - 大阪証券取引所および名古屋証券取引所市場第二部に株式を上場。
- 1964年8月 - 神鋼造機株式会社に社名変更する（読み仮名に変更なし）。
- 2004年8月1日 - 上場廃止。
- 2006年4月 - ミニショベル製造事業をコベルコ建機（株）に営業譲渡。
- 2011年7月 - ベトナム（ホーチミン）に海外営業拠点設立。
- 2012年1月 - 本社新社屋完成・インフラ整備実施。
- 2013年9月 - 韓国合弁会社設立。
- 2014年7月 - 名古屋営業所開設。
- 2017年4月 - 植繊機事業を株式会社アーステクニカ社に譲渡。
- 2017年4月 - ベトナム（ドンナイ省）に現地法人設立（KOBELCO MOBILE POWER VIETNAM CO.,LTD）

## 主な商品・事業内容
コジェネレーション（ディーゼルエンジン・ガスエンジン）、発電機、移動電源車、変速機、試験機

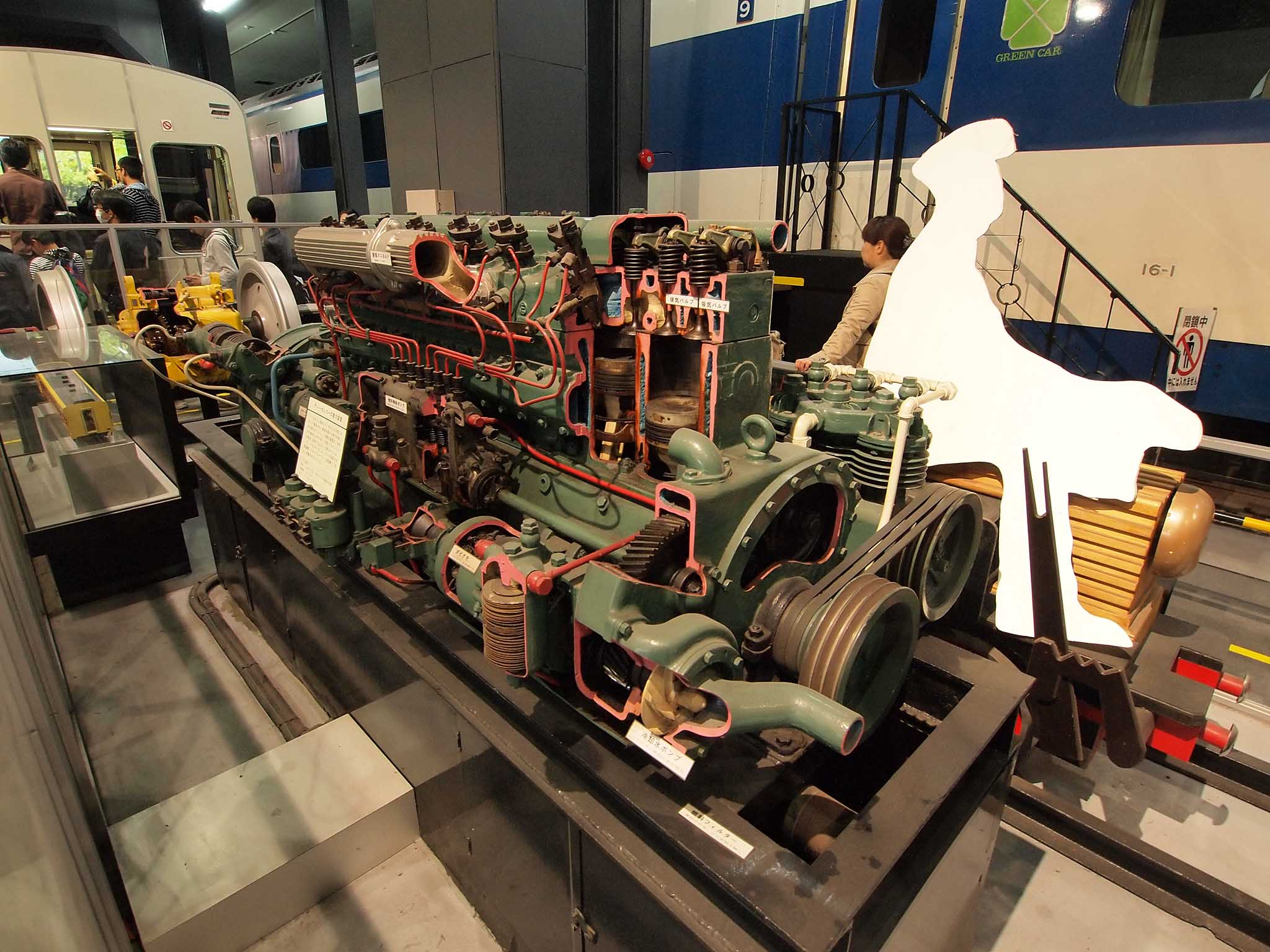
DMH17Bエンジン
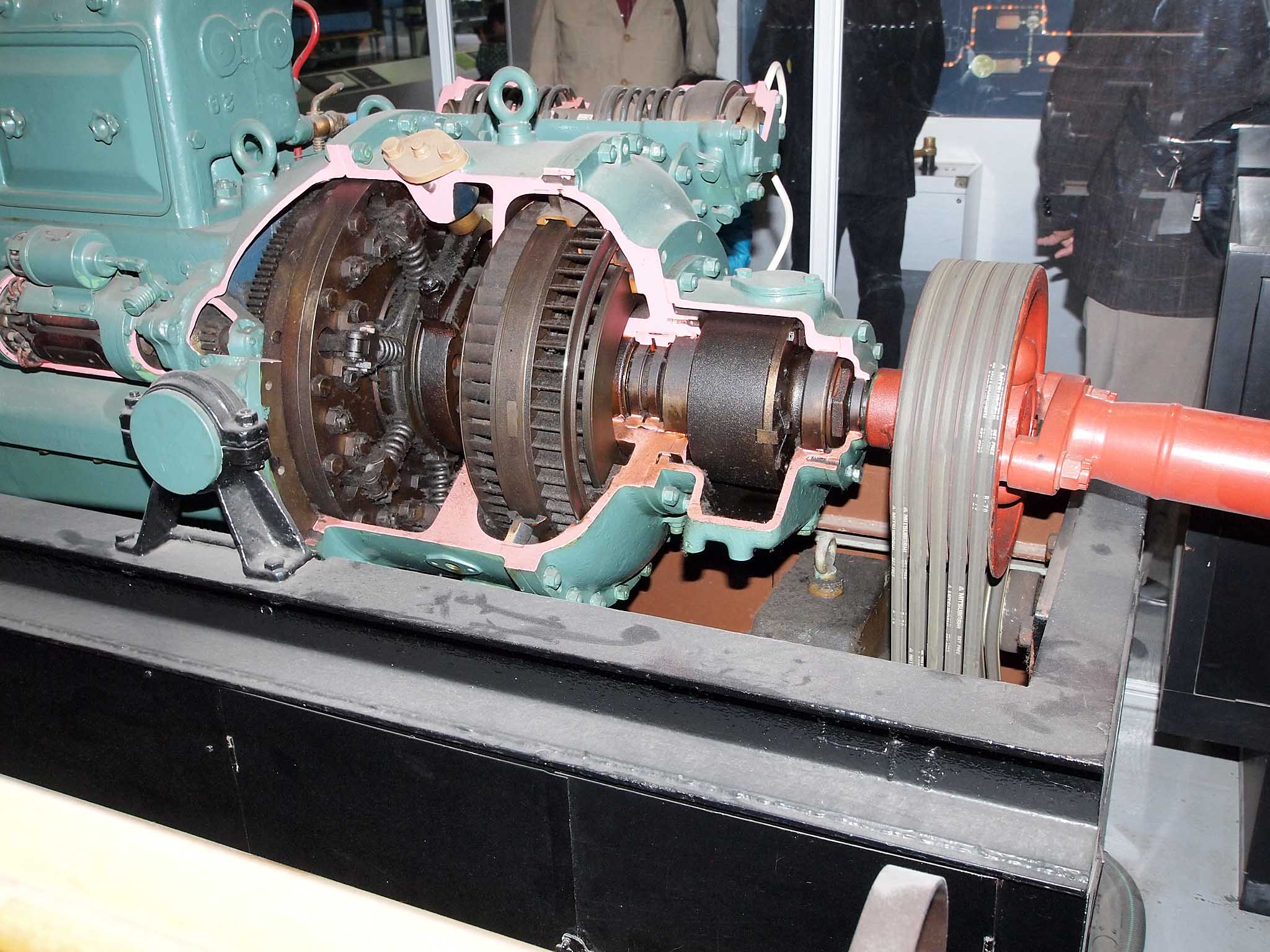
TC-2液体変速機

## 事業所
- 本社（岐阜県大垣市）
- 営業本部（東京都品川区）
- 大阪支社（大阪市中央区）
- 札幌営業所（札幌市中央区）
- 名古屋営業所（名古屋市中村区）
- 中部営業所（岐阜県大垣市）
- 九州営業所（福岡市博多区）

## その他
昭和40年代まで、近鉄養老線（現在の養老鉄道養老線）美濃青柳駅から、イビデン青柳事業所及び神鋼造機へ貨物引込み線があり、大垣駅経由で当時の日本国有鉄道へ貨物輸送をしていたという。現在も美濃青柳駅構内の支柱や駅東の空き地にその名残がある。